# Tenembak Juhar
Tenembak Juhar is een bestuurslaag in het regentschap Aceh Tenggara van de provincie Atjeh, Indonesië. Tenembak Juhar telt 362 inwoners (volkstelling 2010).